# Патологічний стан
Патологі́чний стан  — це сукупність патологічних змін в організмі, які виникають внаслідок розвитку патологічного процесу. У вузькому розумінні слова  — це стійке відхилення від норми, яке має біологічно негативне значення для організму (стан після ампутації кінцівок, рубець, втрата зубів тощо).
Патологічний процес і патологічний стан пов'язані між собою.
Можливі наступні варіанти взаємозв'язку цих двох категорій:
1. Патологічний процес без патологічного стану. На початкових етапах дії патогенного фактора патологічний процес може розвиватися, але завдяки захисним компенсаторним реакціям відхилень від норми ще немає.
2. Патологічний процес проявляється патологічними станами. Це найпоширеніший варіант зв'язку.
3. Патологічний стан без патологічного процесу. Патологічний процес уже завершився, а патологічний стан залишається надовго.

Ацидозіз (англ. acidosis) — патологічний стан, при якому концентрація субстанцій в рідині тіла, що можуть давати йони Н+, є нормальною, а рН крові є нижчою від норми.